# Geschiedenis van Noord-Amerika
De geschiedenis van Noord-Amerika is de geschreven geschiedenis van de landen die het huidige Noord-Amerika vormen. Het gebied strekt zich uit van het noorden van Canada tot het zuiden van Mexico en verder: ook Midden-Amerika en de Caraïben vallen geogafisch onder Noord-Amerika.

## Precolumbiaanse periode

### Eerste bewoners
De oorspronkelijke bewoners van Noord-Amerika zijn de indianen. De algemene theorie luidt dat de voorouders van de indianen, Paleo-Indianen genoemd, via de Beringstraat overstaken van Siberië naar Alaska. De Eskimo's of Inuit vestigden zich later in het noorden van Canada.

### Chronologie
De Amerikaanse archeologen Gordon Willey en Phillip Phillips verdeelden in hun boek uit 1958 Method and Theory in American Archaeology de precolumbiaanse periode in een lithische, archaïsche, formatieve, klassieke en postklassieke periode.

### Lithische periode
De lithische periode (Engels: Lithic stage) omvat de vroegste periode van menselijke bewoning in de Amerika's, van het Laat Pleistoceen (vanaf ca. 129.000 jaar geleden) tot omstreeks 8000 v.Chr., en is het equivalent van de tweede helft van het middenpaleolithicum en het laatpaleolithicum in Europa. De mens was tijdens deze periode jager-verzamelaar. Het einde van de Laatste IJstijd markeert de overgang van de lithische periode naar de archaïsche periode. 

### Archaïsche periode
De archaïsche periode (Engels: Archaic stage) loopt van omstreeks 8000 v.Chr. tot omstreeks 2000 v.Chr., en is het equivalent van het mesolithicum in Europa

### Formatieve periode
De formatieve periode (Engels: Formative stage), ook wel preklassieke periode genoemd, loopt van omstreeks 2000 v.Chr. tot omstreeks 500 en is het equivalent van het neolithicum in Europa

### Klassieke periode
De klassieke periode (Classic stage, ongeveer 500-1200 AD) wordt gekarakteriseerd door een ambachtelijke arbeidsdeling en het begin van metallurgie. De sociale organisatie toont een begin van verstedelijking met grote ceremoniële centra.

### Postklassieke periode
De postklassieke periode (Post-Classic stage, ongeveer 900 tot 1519 AD) omvat culturen met een gevorderde metallurgie en een sociale organisatie gekarakteriseerd door een complexe verstedelijking en militarisering.

## Ontdekking
In 1492 ontdekte Christoffel Columbus Amerika. Op 12 oktober zette hij voet aan wal op een van de eilanden van wat tegenwoordig de Bahama's heet. Columbus was niet de eerste Europeaan die voet aan wal zette in de nieuwe wereld. Vikingen uit Noorwegen en IJsland waren hem jaren daarvoor al voorgeweest. Toch wordt de ontdekking door Columbus als een mijlpaal in de Amerikaanse geschiedenis gezien. De ontdekkingsreizen van Columbus beperkten zich tot het Caribische gebied. Hij ontdekte als eerste Jamaica en Cuba en voer langs de Midden-Amerikaanse kust in de hoop daar een doorgang te vinden naar het westen. Enkele jaren later werd de kust van de Verenigde Staten en Canada ontdekt door Italiaanse en Franse ontdekkingsreizigers.

## Kolonisatie

Verdeling van Noord-Amerika vanaf 1750

De Engelsen, Fransen en Spanjaarden stichtten vanaf de 16e eeuw de eerste nederzettingen in Noordoost-Amerika. Later stichtten ook kleinere landen als Nederland en Zweden nederzettingen. Deze nederzettingen werden voornamelijk gebruikt als handelsposten om bont en goud te ruilen met de indianen. In de beginjaren waren de nederzettingen nog erg onveilig vanwege de vele aanvallen van de indianen. De indianen op hun beurt hadden erg te lijden onder de introductie van voor hun nieuwe ziekten als pokken, griep en difterie.

## Onafhankelijkheid
Langzamerhand werden er meer koloniën gesticht en werd het hele gebied in kaart gebracht. De roep om zelfstandigheid nam echter ook steeds meer toe en in 1775 leidde de Amerikaanse Onafhankelijkheidsoorlog uiteindelijk tot het ontstaan van de Verenigde Staten in 1776. In 1810 claimde Mexico onafhankelijkheid, die uiteindelijk pas in 1821 door Spanje werd erkend. De nieuw gevormde landen breidden zich langzamerhand uit, wat de oorspronkelijke kolonisators niet lekker zat. Na enkele oorlogen werd de invloed van de Europese grootmachten in de Nieuwe Wereld van eind 18e eeuw echter steeds kleiner.

## Immigranten
Aangetrokken door de schijnbaar oneindige mogelijkheden vertrokken veel Europeanen naar Noord-Amerika om daar een nieuw bestaan op te bouwen. Om de nieuwe gebieden efficiënt te koloniseren was er een grote behoefte aan goedkope arbeidskrachten. De aanvoer van slaven uit Afrika werd gezien als een oplossing voor dit probleem en dit bracht een meedogenloze proliferatie van de slavenhandel teweeg.
Het imperialisme bracht ook de nodige problemen met zich mee. De expansiedrift van de nieuwe bewoners ging ten koste van het leefgebied van de indianen, wat tot vele oorlogen leidde. Ook intern was er soms verdeeldheid, wat tot de Amerikaanse Burgeroorlog leidde.

## Technologische ontwikkeling
Met de ontwikkeling van het vervoersnetwerk (eerst treinen, later autowegen en vliegtuigen) werd het hele Noord-Amerikaanse gebied ontwikkeld. In de 19e eeuw werden de oorlogen met de indianen beëindigd door de stichting van indianenreservaten.
Geschiedenis van: Antigua en Barbuda · Bahama's · Barbados · Belize · Canada · Costa Rica · Cuba · Dominica · Dominicaanse Republiek · El Salvador · Grenada · Groenland · Guatemala · Haïti · Honduras · Jamaica · Mexico · Nicaragua · Puerto Rico · Saint Kitts en Nevis · Saint Lucia · Saint Vincent en de Grenadines · Trinidad en Tobago · Verenigde Staten
- Bibliothèque nationale de France: cb12048912p (data)
- Library of Congress Control Number: sh85092460
- Nationale Bibliotheek van Israël: 987007533971805171